# Vojtěch Adamec
Vojtěch Adamec (4. července 1933, Hulín – 28. března 2011, Hradec Králové) byl český sochař. Je znám především pro svoji sakrální tvorbu.

## Životopis
V roce 1952 ukončil maturitou studium na reálném gymnáziu v Kroměříži. Pro kulacký původ mu bylo znemožněno studovat na vysoké škole a mít trvalý pobyt v rodném okrese. Svůj kádrový posudek si vylepšil jako brigádník na stavbě Nové huti Klementa Gottwalda. Na základě jeho mimořádného talentu mu prof. Otakar Španiel svým vlivem zajistil přijetí na pražskou Vysokou školu uměleckoprůmyslovou v Praze, ač to odporovalo tehdejším ideologickým zásadám. Studoval tam mezi lety 1952–1960, nejprve v atelieru kresby a politické karikatury prof. Antonína Pelce, následně přešel do sochařského ateliéru prof. Josefa Wagnera, a k prof. Janu Bauchovi, u něhož studoval malbu. Roku 1961 získal stipendium. Po studiích se živil sekáním náhrobků, vlivem prašného prostředí a tíživé situace byl po 4 roky těžce nemocen. V nemoci mu byla oporou manželka Marie Adamcová, která se o něho na úkor své vlastní sochařské tvorby starala. Syn Vojtěch (* 1956) je kamenosochař, restaurátor a malíř.

## Tvorba
V raném období obdivoval Augusta Rodina, Josefa Mařatku, Gianlorenza Berniniho, ale také Henry Moora. Své vzory poznal z autopsie až při cestě do Francie roku 1967. Tragické vize projektoval do figurální tvorby (Podobizna otce, Vzepětí, Pád). Dále spolupracoval na sochařských projektech Vincence Makovského. V různých stylových polohách si vyzkoušel novou figuraci, strukturální i geometrickou abstrakci.
Věnoval se především volné figurální plastice, malbě a kresbě. Kromě figury či jejího torza, a portrétních bust, čerpal inspiraci v přírodě a vytvořil skupinu plastik s motivy včel, brouků a motýlů, připravenou nejdříve sérií kreseb. V monumentálním měřítku pak realizoval bronzovou plastiku Příroda pro nemocnici v Olomouci (1991–1992).
Oficiálním sakrálním zakázkám, které jej učinily veřejně známým, se více věnoval až v posledních dekádách života. Jde především o sousoší svatého Vojtěcha a Radima v Libici nad Cidlinou, sochu Jana Pavla II. v Hradci Králové, Vzkříšení v křížové cestě u Kuksu a busty královen v katedrále Svatého Ducha v Hradci Králové. K oblíbeným materiálům V. Adamce patřil kámen, cement či bronz.
Svými díly je zastoupen státních sbírkách Národní galerie v Praze, Galerie hlavního města Prahy, Muzea umění v Olomouci, Galerie umění v Karlových Varech, v galeriích v Roudnici nad Labem, v Hořicích i jinde; ze soukromých sbírek převážně v Česku a v Německu.

## Výstavy

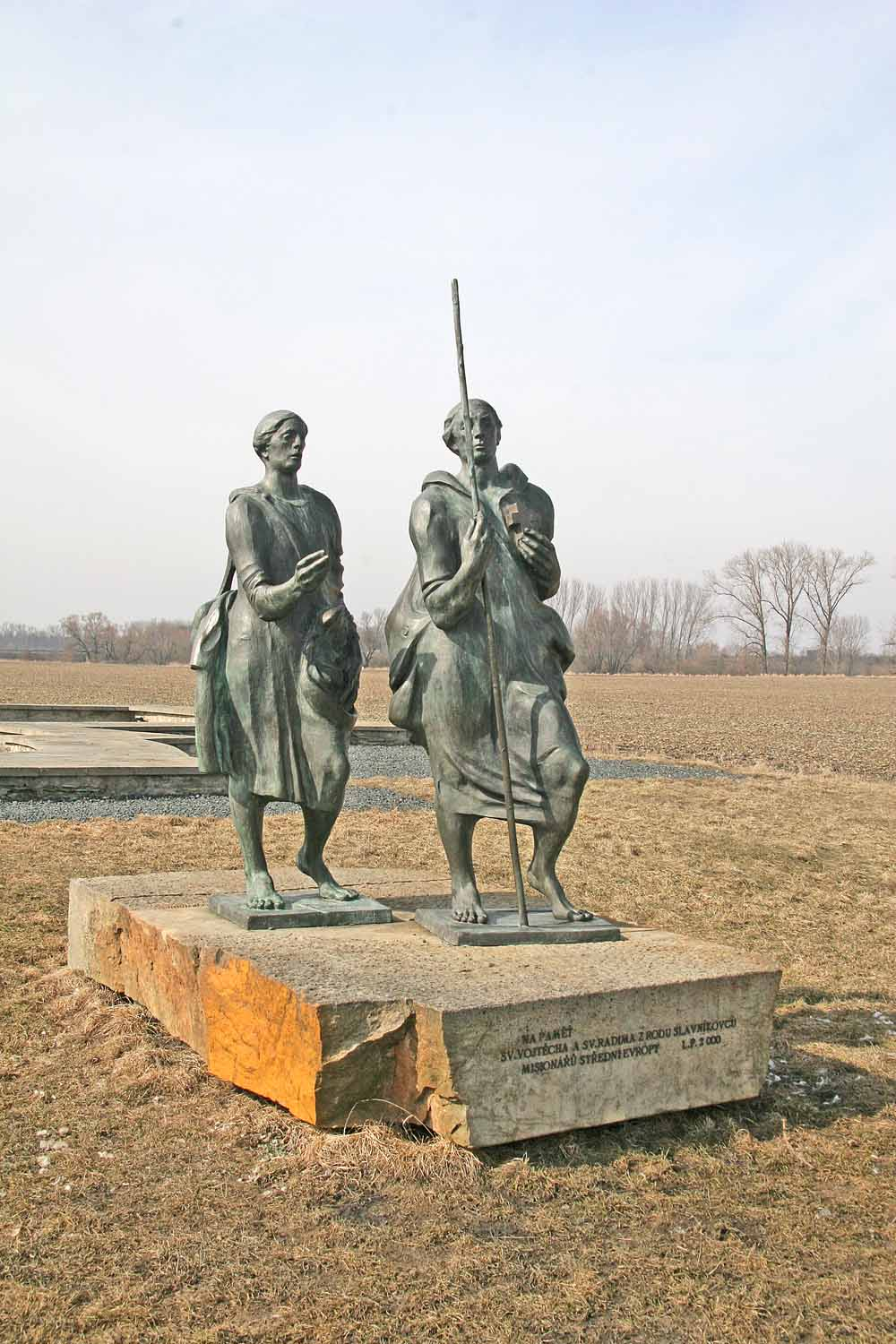
Sousoší svatého Vojtěcha a Radima v Libici nad Cidlinou

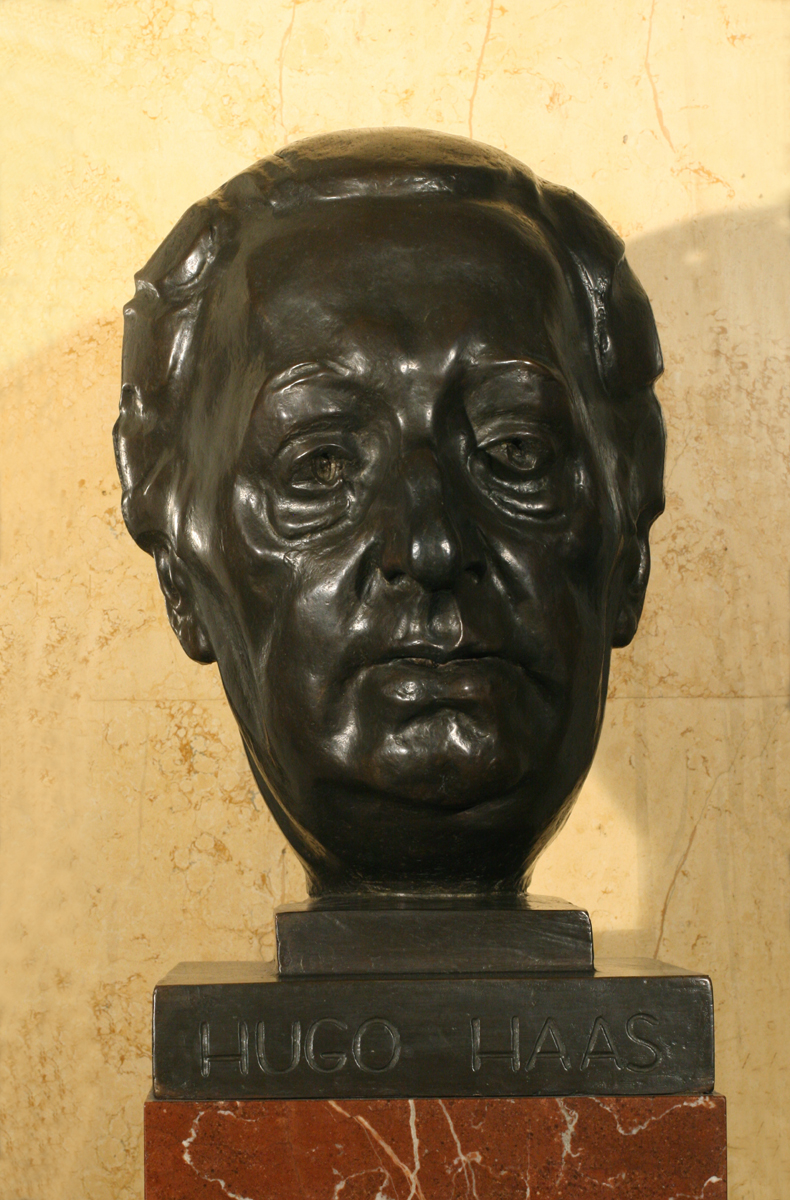
Vojtěch Adamec: portrét Hugo Haase

### Samostatné výstavy (výběr)
- 1963 Praha, Divadlo S. K. Neumanna
- 1964 Praha, Divadlo Semafor
- 1967 Vídeň, Galerie Junge Generation
- 1967 Krakov, Výstava mladých
- 1968 Stockholm, Výstava mladých
- 1981 Mělník, Galerie Ve Věži
- 1984 Praha, Galerie Vincence Kramáře
- 1987 Karlovy Vary, Galerie umění
- 1987 Cheb, Galerie výtvarného umění v Chebu
- 1991 Praha, Galerie Nová síň
- 1993 Praha, Hotel Jalta
- 1994 Hradec Králové, Galerie moderního umění
- 1995 Praha 8, nádvoří Libeňského zámečku (viz video Magazín Studio TES TV Praha 8 č. 31/95)
- 1999 Kroměříž, Muzeum Kroměřížska
- 2009 Ostrava, Galerie Magna
- 2013 Praha, Galerie Navrátil
- 2016 Grabštejn, Státní hrad Grabštejn[4]

### Kolektivní výstavy (výběr)
- 1961 Praha, Stipendisté 61
- 1963 Rychnov nad Kněžnou, Rychnov 63
- 1965 Praha, ÚLUV, Výstava mladých
- 1966 Praha, Výstava k otevření Nové síně;
- 1966 Bologna
- 1967 Krakov
- 1969 Praha, U Hybernů, II. pražský salon
- 1972 Praha, Mánes
- 1979 Praha, Výtvarní umělci dětem, GVŠ
- 1980 Praha, Přírůstky GHMP
- 1988 Praha, Holešovická tržnice, Forum 88
- 1988 Praha, Čs. komorní plastika
- 1988 Praha, Park kultury a oddechu Julia Fučíka
- 1989 Trenčín, GU, Čs. komorní plastika
- 1991 Klatovy-Klenová, Galerie u bílého jednorožce, Šedá cihla
- 1992 Praha, Mánes
- 2019 Poděbrady, Galerie Ludvíka Kuby Poděbrady, Živý tok - Sochy Vojtěcha Adamce st., Obrazy Vojtěcha Adamce ml.[4]